# Jeleń czarnoogoniasty
Jeleń czarnoogoniasty (łac. Odocoileus hemionus columbianus) – ssak z rzędu parzystokopytnych, z rodziny jeleniowatych; podgatunek mulaka, zamieszkujący Wybrzeże Północno-Zachodnie Ameryki Północnej.

## Galeria

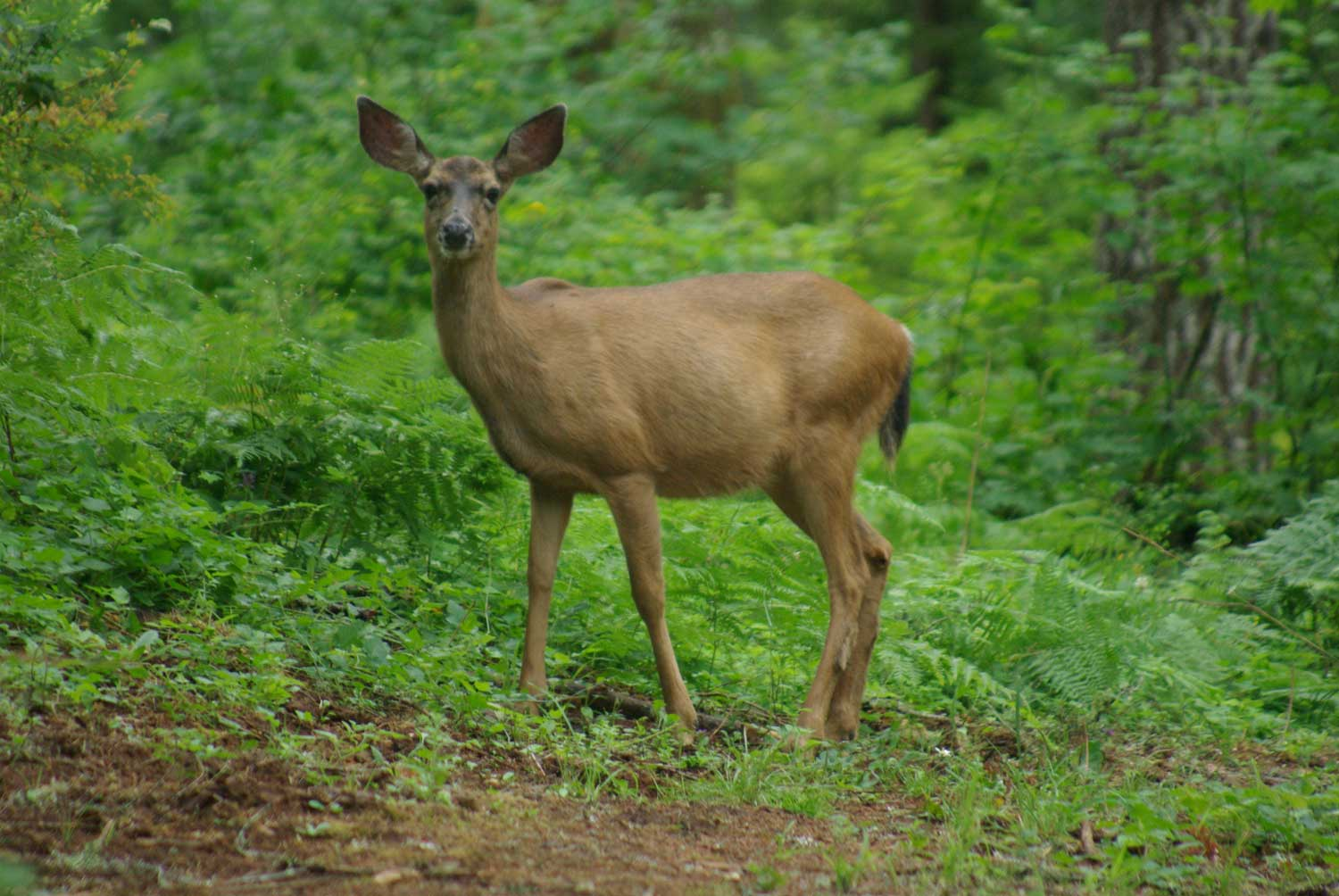
Jeleń czarnoogoniasty w pobliżu Apiary w stanie Oregon
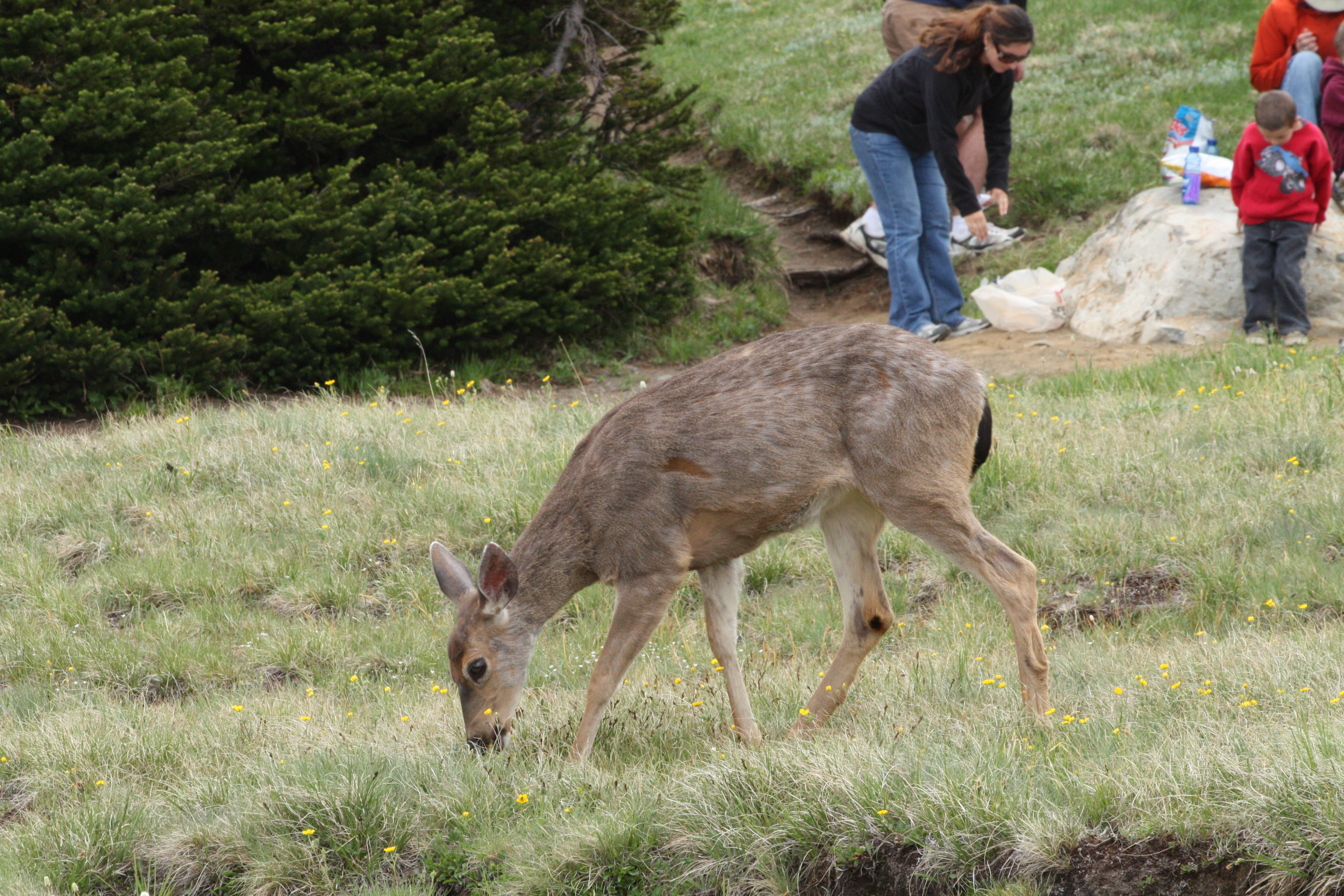
Jeleń czarnoogoniasty jest roślinożercą, jak wszystkie jelenie
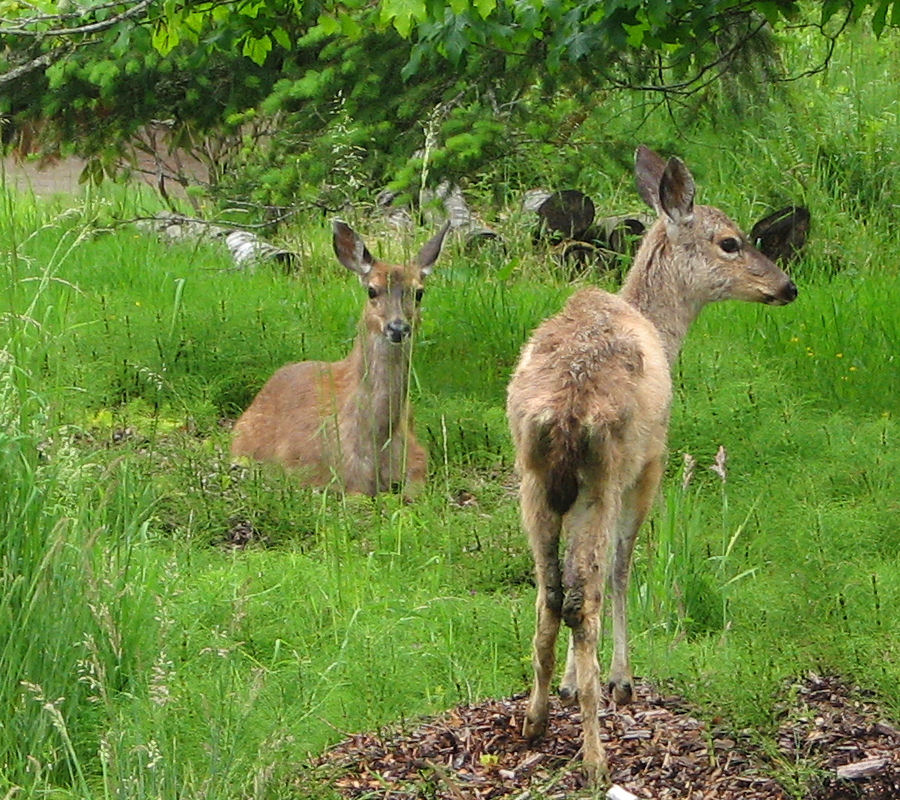
Dwa koziołki na Salt Spring Island, Kolumbia Brytyjska
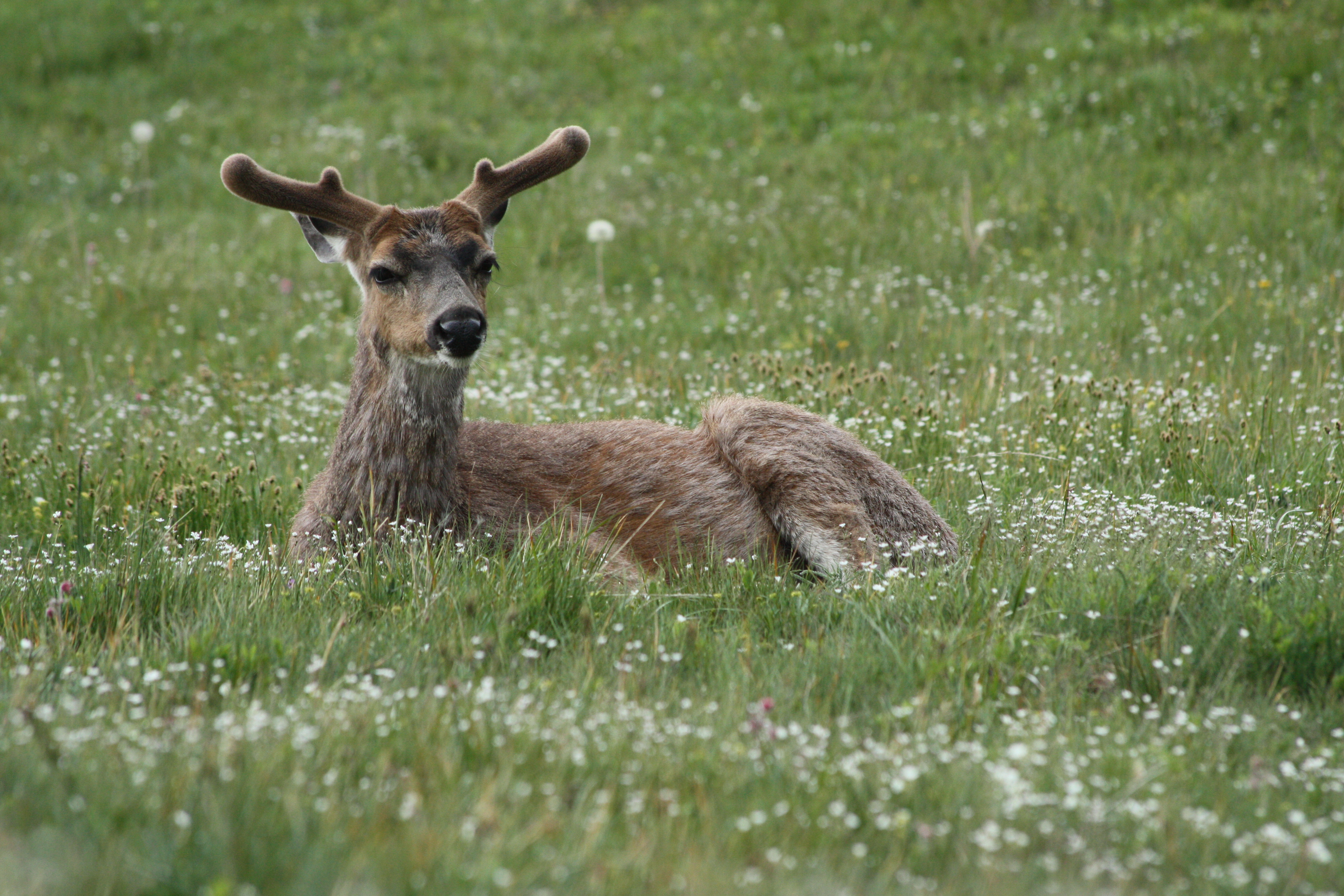
Samcom poroże rośnie w lecie